# Вікімедіа Німеччина
Вікімедіа Німеччина, нім. Wikimedia Deutschland, повна назва нім. Gesellschaft zur Förderung Freien Wissens e. V. Wikimedia Deutschland (WMDE) — перший локальний партнер Фонду Вікімедіа на території Німеччини.
Заснована 13 червня 2004. У травні 2012 року товариство налічувало більш 6900 членів. У 2012 році товариство отримало більш ніж 230 000 пожертвувань на суму 5,2 млн євро. Офіс товариства налічує близько 60 співробітників, і його президентом був Павло Ріхтер.
Товариство видає журнал Wikimedium.

## Проєкт Charting Diversity

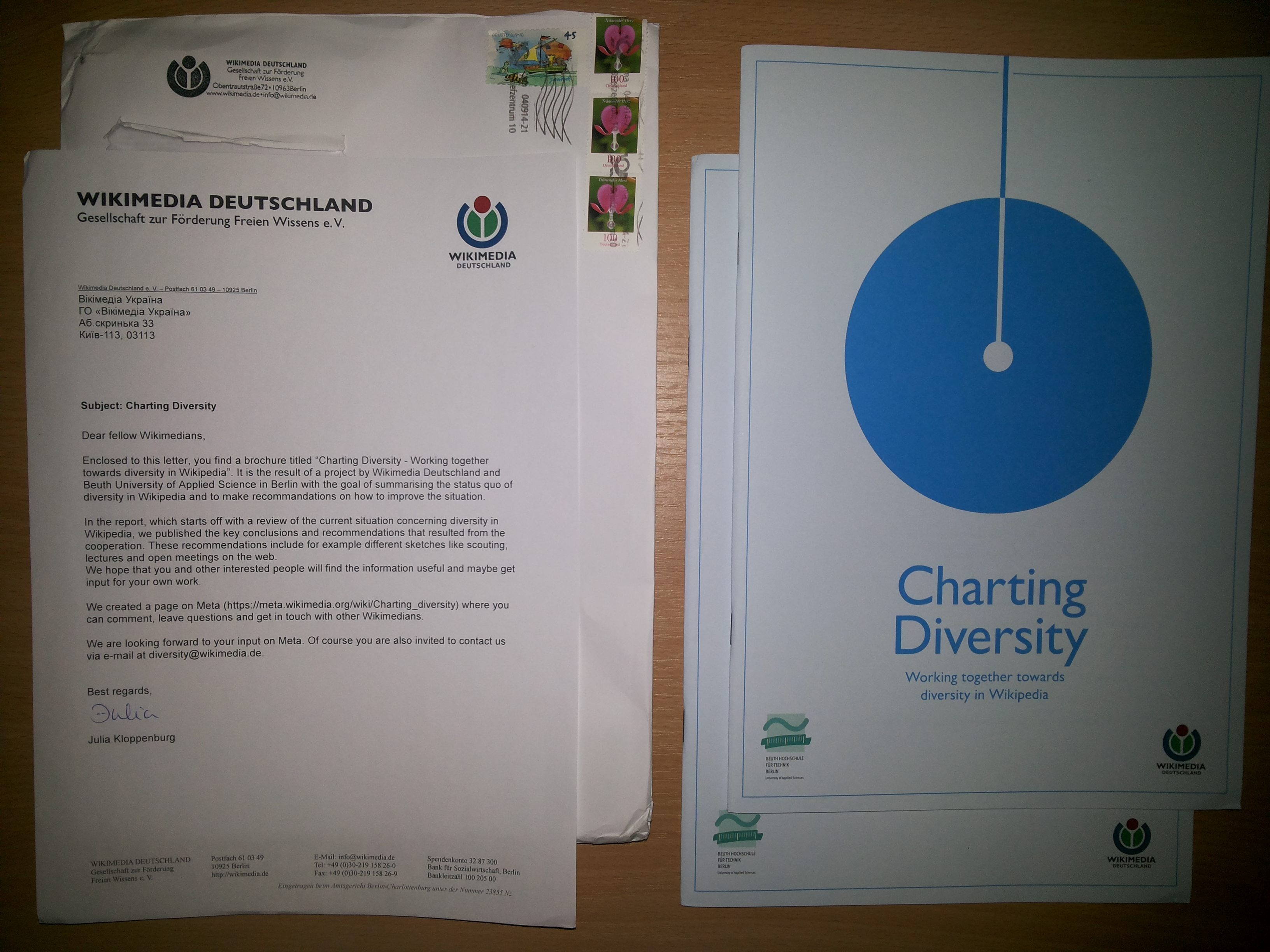
Лист Вікімедіа Дойчлянд

Charting Diversity — проєкт Wikimedia Deutschland і Університету прикладних наук Beuth в Берліні.